# Etrema streptonotus
Etrema streptonotus é uma espécie de gastrópode do gênero Etrema, pertencente à família Clathurellidae.